# 1970 في الأرجنتين
فيما يلي قوائم الأحداث التي وقعت خلال عام 1970 في الأرجنتين.

## أفلام
من الأفلام التي صدرت هذه السنة في الأرجنتين:
- 1 يناير – القيثارة من إخراج فرناندو أيالا.

## مواليد

### يناير
- 6 يناير – ليوناردو أسترادا مدرب، ولاعب كرة قدم أرجنتيني.[1]
- 11 يناير – فرانكو دافين لاعب كرة مضرب أرجنتيني.
- 15 يناير – مارسيلو دومينغيز ملاكم أرجنتيني.
- 24 يناير – روبرتو بونانو لاعب كرة قدم أرجنتيني.[2]

### فبراير
- 5 فبراير – دانيال دومينغو هرنانديز لاعب كرة قدم أرجنتيني.[3]
- 13 فبراير – غوستافو فيلاغرا لاعب كرة قدم أرجنتيني.

### مارس
- 8 ديسمبر – مارسيلو غوميز لاعب كرة قدم أرجنتيني.[4][4]
- 15 يناير – مارسيلو دومينغيز ملاكم أرجنتيني.
- 16 أبريل – مارسيلو كارسيتو لاعب كرة قدم أرجنتيني.[5][5]
- 31 مارس – غابرييل ماركوس لاعب كرة مضرب أرجنتيني.

### أبريل
- 2 أبريل – انطونيو محمد مدرب، ولاعب كرة قدم أرجنتيني.
- 16 أبريل – مارسيلو كارسيتو لاعب كرة قدم أرجنتيني.[5][5]
- 28 أبريل – دييغو سيميوني لاعب ومدرب كرة قدم أرجنتيني.[6]

### مايو
- 16 مايو – غابرييلا ساباتيني لاعبة كرة مضرب أرجنتينية.[7]

### يونيو
- 12 يونيو – هكتر أدومايتيس لاعب كرة قدم أرجنتيني.[8]
- 13 يونيو – خوليان غيل[9]
- 21 يونيو – باولا كروم ممثلة أرجنتينية.[10]
- 30 يونيو – ليوناردو سباراغليا ممثل أرجنتيني.

### سبتمبر
- 13 سبتمبر – مارتين هيريرا لاعب كرة قدم أرجنتيني.[11]
- 26 سبتمبر – سيرجيو روخيليو كاستيلو لاعب كرة قدم بوليفي.[12]
- 30 سبتمبر – لورينا ميريتانو ممثلة أرجنتينية.[13]

### أكتوبر
- 8 أكتوبر – مارتن فيلايونغا لاعب كرة قدم أرجنتيني.[14]
- 22 أكتوبر – جابرييل أماتو لاعب كرة قدم أرجنتيني.[15]
- 24 أكتوبر – خوسيه لويس كالديرون لاعب كرة قدم أرجنتيني.[16]
- 28 أكتوبر – فرناندو جامبوا[17]

### نوفمبر
- 9 نوفمبر – لويس لوبو لاعب كرة مضرب أرجنتيني.
- 30 نوفمبر – ماركوس غوتيريز لاعب كرة قدم أرجنتيني.[18]

### ديسمبر
- 8 ديسمبر – مارسيلو غوميز لاعب كرة قدم أرجنتيني.[4][4]

## وفيات

### يونيو
- 1 يونيو – بيدرو أوخينيو أرامبورو (مواليد 1903) سياسي أرجنتيني.[19]